# Distrito de Durrës
El distrito de Durrës (albanés: Rrethi i Durrësit) es uno de los 36 distritos de Albania.
Con una población estimada de 182.000 habitantes (2004) y un área de 455 km², se encuentra en el oeste del país y su capital es Durrës. 
Otra ciudad importante en este distrito es Shijak.